# Skalnatá dolina (Niżne Tatry)

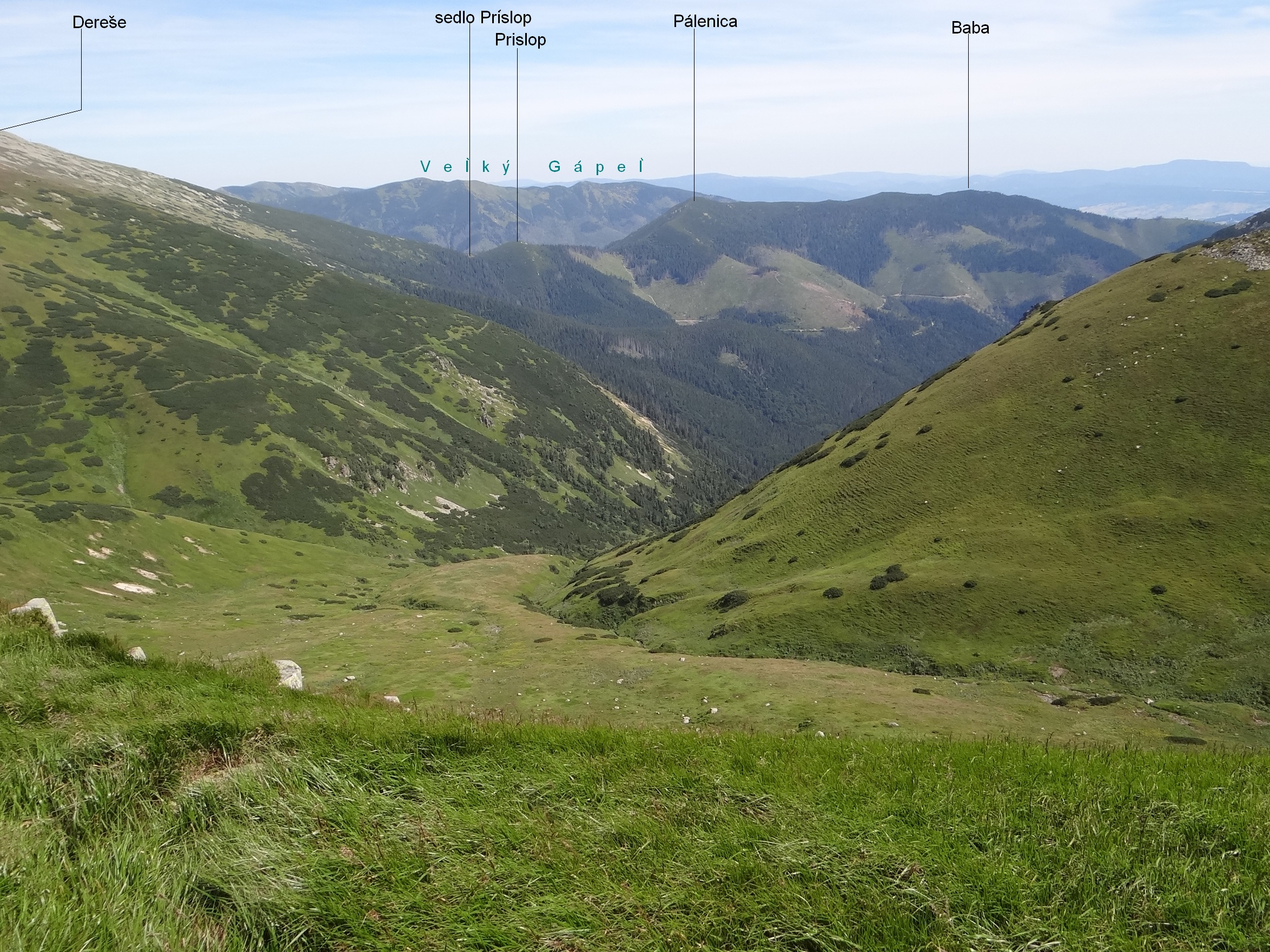
Skalnatá dolina widoczna na stokach Baby

Skalnatá dolina – niewielka dolinka w słowackich Niżnych Tatrach. Wcina się w zachodnie stoki Baby i stanowi orograficznie lewe odgałęzienie Vajskovskiej doliny w jej środkowej części. 
Skalnatá dolina jest tylko częściowo porośnięta lasem. Dużą część jej stoków zajmują obszary trawiaste – to pozostałości dawnych hal pasterskich. Dnem doliny spływa niewielki potok, lewy dopływ  Vajskovskiego potoku, stokami biegnie droga leśna. Obszar doliny w całości znajduje się w obrębie Parku Narodowego Niżne Tatry